# Commedia dell’arte

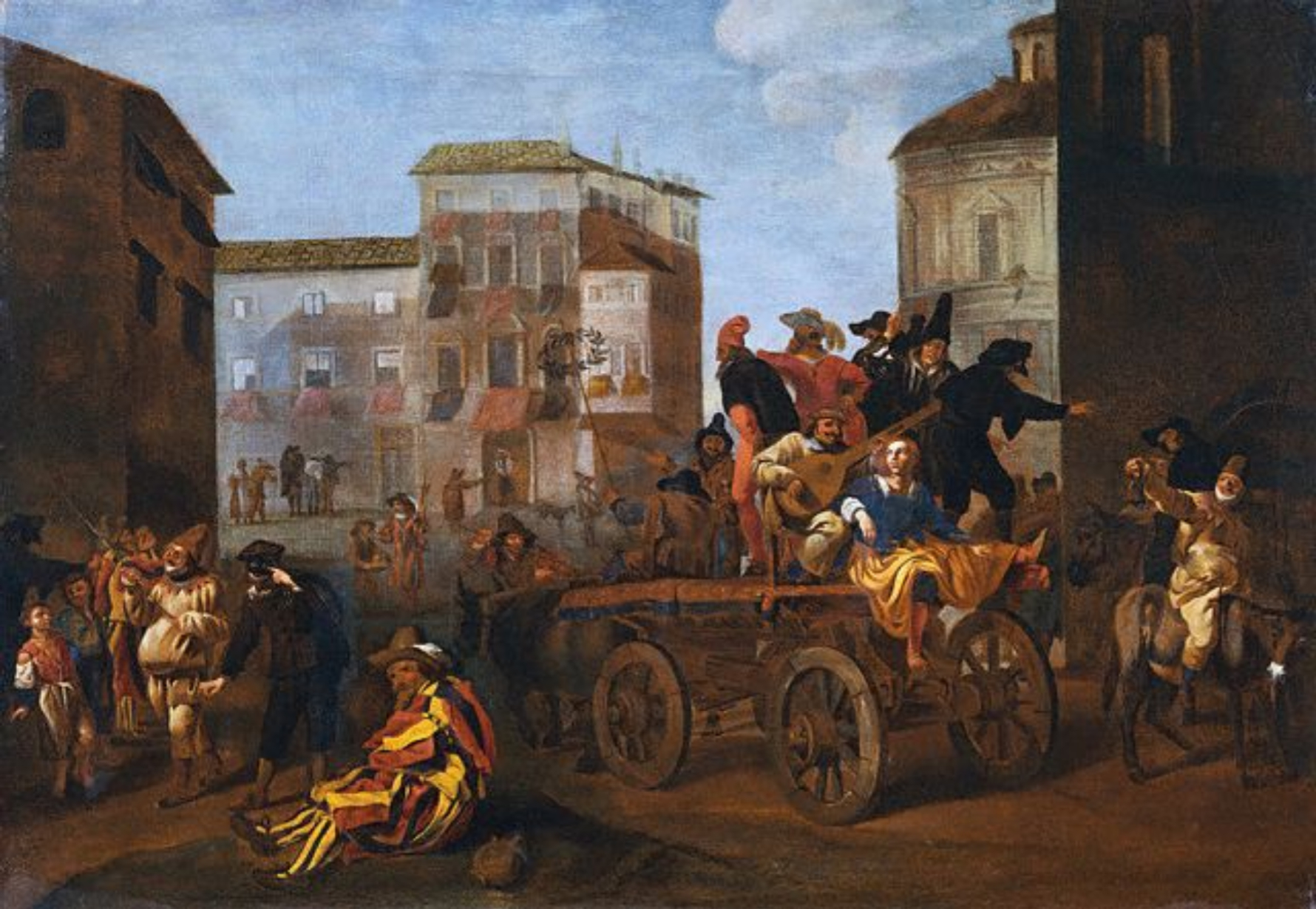

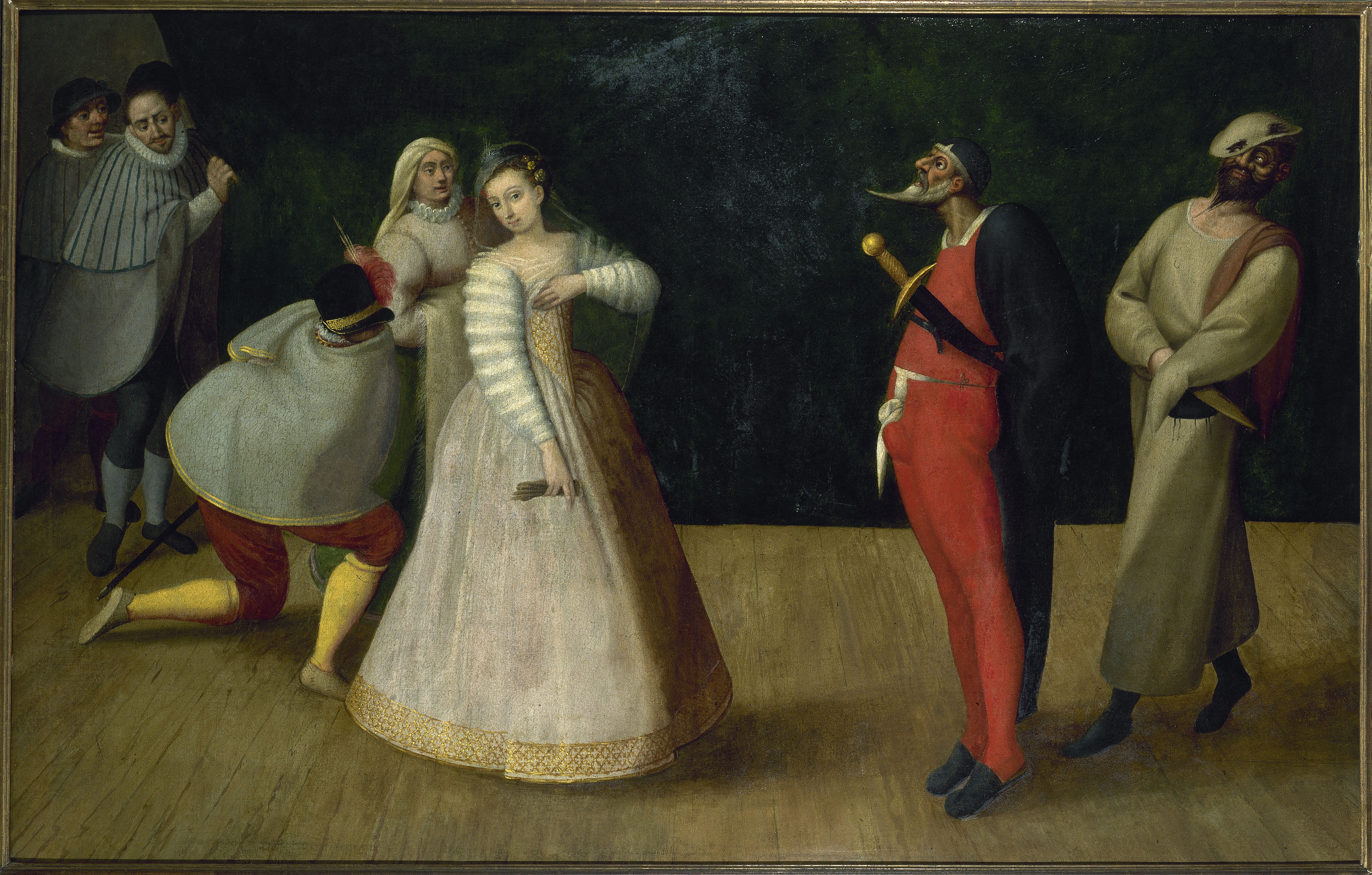

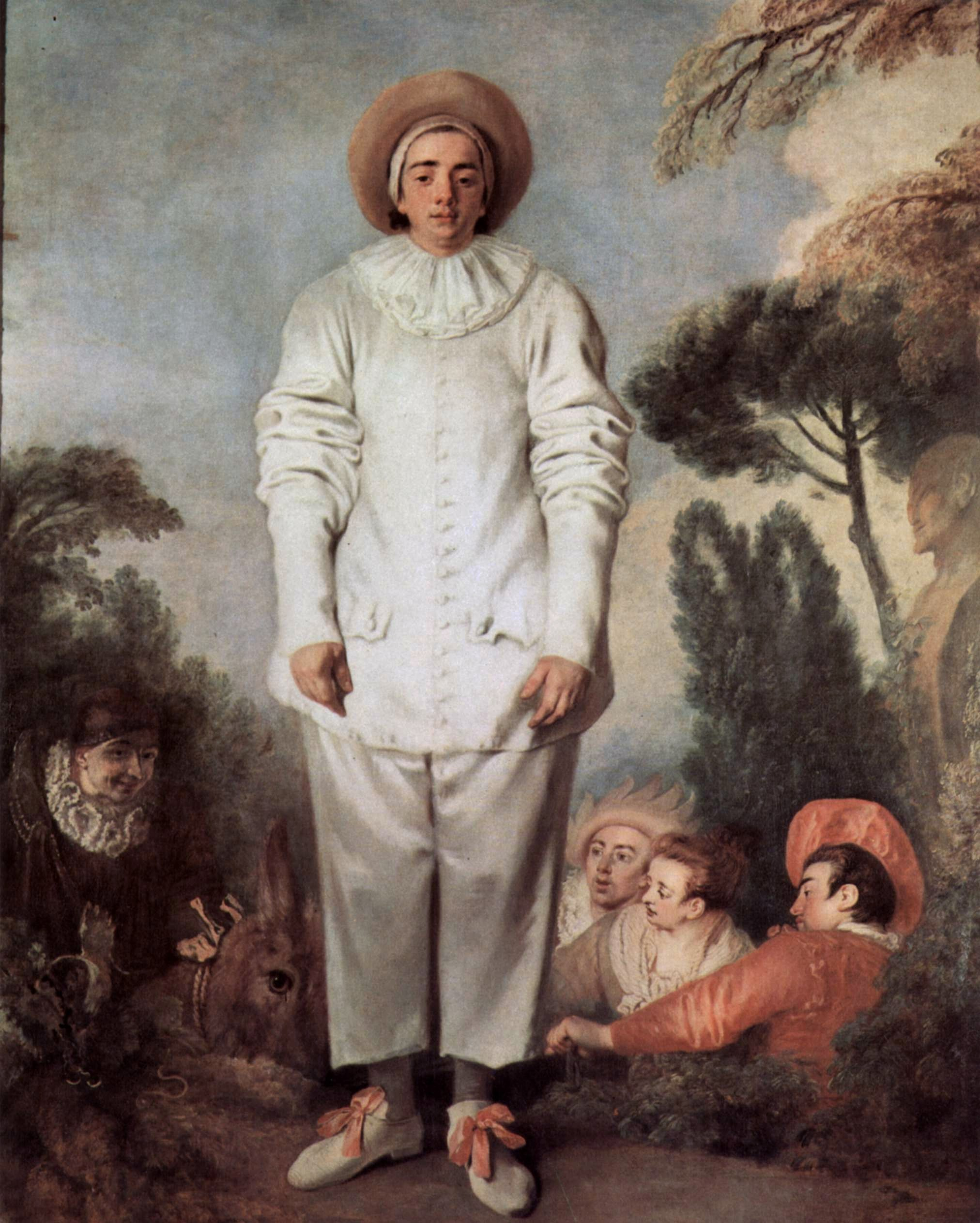
Jean-Antoine Watteau (1684–1721): Pierrot

A commedia dell'arte rögtönzött színjáték mely a 16. század közepén alakult ki Itáliában. Valószínűleg még az ókori atellana-játék hagyományaiból alakult, de természetesen közrejátszottak kialakulásában a minden vidéken meglévő népi csúfolódók is. Az első fennmaradt írott szcenárium 1568-ból való, de az 1570-es években a legjobb társulatok már Franciaországot és Spanyolországot is megnyerték művészetüknek (a legkorábbi névről ismert csoport, a Gelosi már 1571-ben megjárta Franciaországot). Hatása máig eleven a drámaírásban és a színjátszásban is. Kialakulása során kölcsönösen hatottak egymásra a többnyire szobatudósok által alkotott, akadémikus versezetű commedia eruditával.

## Színházi jellemzők

### A rögtönzés szerepe
A commedia dell’arte előadói hivatásos vándorszínész-társulatok voltak, melyeknek színészei a társulatok vezetőinek irányításával közösen dolgozták ki az előadás néhány oldalas cselekményvázlatát (canovaccio), amely dialógusokat nem tartalmazott: azokat az előadók alkalomról alkalomra rögtönözték. Az előadás így a részt vevő színészek közös munkájává vált, amely az előzetes megbeszélés után is csak a színpadon nyerte el végleges formáját, a közönség reakcióitól függően. Ha a nézők az eltúlzottan szenvedélyes, magasztos szerelmi vallomásokon nevettek, az a rész lett hosszabb, ha pedig a kerítőnő szájából elhangzó trágárságig terjedő monológok kivételesen nem váltottak ki hangos tetszésnyilvánítást, azt az epizódot gyorsan átugrották. Összegezve tehát inkább színészi színházról beszélhetünk, mint rendezőiről.
Ezt a rögtönzést azonban nem kell a mai értelemben vett improvizációnak tekinteni, hiszen a színészek munkáját előre betanult szövegrészek, szövegvariációk (kész sémák), mindenki által ismert és szeretett tréfák (melyekhez minden kellék a rendelkezésükre állt) és fogások egész arzenálja segítette, melyeket az alkalomhoz illően variálhatott. Az előadás varázsa - miután a közönség nagyrészt ismerte a darabok tartalmát - kizárólag a színész egyéniségén, tehetségén múlott. Visszatérő komédiaelemeket tartalmazó gyűjtemények a XVI. század végén nyomtatásban is megjelentek. Ezeket a kor színészsztárjai írták a saját repertoárjuk alapján.

### Színtársulatok, állandó karakterek
Egy társulat 10-12 főből állt, melyben minden szerepkörre volt alkalmas színész. Mesterségükhöz szükséges volt az olvasni tudás, a memória, az időzítés és az állandó gyakorlat a dialógusokban. Egy ember egész életén át egy fajta szerepet játszott, melyet egyre inkább tökélyre fejlesztett. Ezek a szerepek aztán a színtársulaton belül apáról fiúra öröklődtek, a mesterségbeli fogásokkal, generációkon át öröklődő panelekkel együtt (bár az életkornak megfelelő váltásokat betartották). A különböző vándortársulatok színészei saját egyéniségüket adták szerepköreikhez, így jelentkezett különbségtétel a különböző karaktereken belül is (a szolgálót felosztották Arlecchinóra, Pedrolinóra stb.). Fontos megjegyezni, hogy már az 1570-es évek Itáliájában elszaporodó színésztársulatok is befogadtak nőket, akik közül néhányan hamar híresek lettek, így válva a modern színház első vezető színésznőivé (a legsikeresebb színésznek járó címért például a híres Gelosi társulat két tagja, Vittoria Piissimi és Isabella Andreini versengett a Pellegrina című darabban).
Az állandó karakterek, típusok (tipi fissi) kész, kiforrott jellemek voltak, és a cselekmény felépítését is nagyban meghatározták. Rajtuk keresztül a darabok tematikája is a régi sémákhoz igazodott: legtöbbjük egy – számos nehézség árán a házasság révébe érkező – ifjú párról szólt. A cselekményben a szolgák (zanni-szereplők) is kulcsfontosságú szerepet játszottak, hiszen valósággal rajtuk múlt minden. Ezek parasztból lett, sanyarú sorsú szolgák gazdái önkényén - azok gyengéit kihasználva - csak különféle csalafintaságok útján lehetnek úrrá, s közben segítik a sorsűzött szerelmesek (innamorati) útját, akik a többi szereplővel ellentétben nem viseltek maszkot, mondhatni a közönség az „arcukba látott”. A Zanni gazdái az életben szintúgy, mint a commediában, általában öreg kereskedők, dottorék, vagy kapitányok voltak.
A szereplő típusokat úgy csoportosították, hogy alkalmasak legyenek urak-szolgák, öregek-fiatalok, okosok-buták kettőseinek - a commediából egyaránt elmaradhatatlan ellentéteknek, kontrasztoknak - az ábrázolására. Ezt az ellentétjátékot a commedia dell’arte az antik vígjátékokból emelte át, aktualizálta az új játékstílusnak megfelelően.

### A színjáték jellemzői
A commedia dell’arte játékstílusát a színészi játék sokfélesége és fejlettsége jellemezte. A szövegmondás tökéletessége elsőrangú szempont. A karikírozó beszéd és a tökéletességig gyakorolt mozdulatok, az egész test mimikája a szöveget kétszeresen is kifejezővé tette. Ezt bizonyítja, hogy külföldi vendégszereplések alkalmával a közönség legalább olyan érthetőnek vélte a darab szövegét, mintha azt a saját nyelvén adták volna elő. A nézők többsége - akár az antik görög színielőadásokon - többnyire csak távolról figyelhette az előadást, ezért a commedia dell’arte színészei is kénytelenek voltak lemondani az arcjáték előadói eszközéről és az előadás élvezhetőségének érdekében maszkot viseltek.
Ez aztán ahhoz vezetett, hogy a commedia színészeinek nyakatekert akrobatamutatványok, bűvész-trükkök (az intermezzók, azaz a cselekményt megszakító verses, zenés, táncos közjátékok) előadóművészeivé is kellett válniuk. Az előadások elengedhetetlen részévé vált a néptánc és a népdal. A színészek canzone a ballók (népdalok) szövegére énekeltek és táncoltak. A társulatok vándorlásával Európa szerte ismertté váltak az olyan itáliai népi táncok, mint a corrente, a gagliarda, vagy a pavana.
A commedia dell’arte ezen kívül felhasználta a nyelvjárások alkalmazásából adódó komikus lehetőségeket is. További állandó eleme volt az előadásoknak a személycsere (travestimento) és a botozás (bastonatura) is. A személycserét a maszkok használata tette lehetővé, így az előadás fordulatosabb, izgalmasabb lett. Ugyanígy felbukkantak az állandó komédiák repertoárjából a felcserélt nemek, összetévesztések, keresztszerelem, eltitkolt személyazonosság, látványos megmenekülések, őrület, téves halálhírek, féltékeny férjek, humoros zsarolások és rászedések, vagy akár verekedés, erotikus játékok és egyszerű gorombaság.
Legjellemzőbb műfajára, a háromfelvonásos improvizációra jellemző volt a jelenetező technika: a színpadon csak kevés szereplő fért el, ezért bár a helyzet bonyolódott, a színpadi cselekmény általában egységesen rövid időre és egy helyszínre korlátozódott (rendszerint egy kortárs olasz városra), ahol az egymás után érkező szereplők vitték előre a cselekmény menetét. Ezt szakították meg többször is a lazzók (bohóctréfaszerű közjátékok), amelyek során a zannók megpróbálták a közönséget szórakoztatni tréfákkal, mutatványokkal.
Érdemes tudni, hogy a rögtönzött, ideiglenes színpadok és a megszokott színházi helyszínek (udvarok, városi épületek, magánházak) mellett a commedia dell’arte idején már a legkülönfélébb tereket alakították át az egyedi előadásokhoz, de egyre több állandó színházat is építettek, melyek több funkciót is elláttak. Már 1576-ban stanzone, avagy nagyterem állt a firenzei Uffizi-palota mögött (Baldracca-taverna), ahol a vámhivatal felügyeletével a vándortársulatok pénzért játszottak a város polgárainak és a hercegi látogatóknak, akik számára a bejutást egy palotafolyosó és egy rostély mögötti rejtekajtó biztosította. Kezdetben itt, majd később már a lejtős nézőterű Medici-színházban három oldalon elhelyezett, mozgatható üléssorokban ülve nézhette a közönség a komédiákat, amelyeket öt felvonásban játszottak perspektivikusan festett díszlet előtt. A spanyolok uralta Milánóba 1598-ban szintén épült egy kis komédium, amelyet a hercegi palotához csatoltak.

## Tipikus figurák
- Urak

- - Capitano: déli típus (spanyol), nőcsábász, katona (már leszerelt), szájhős, hihetetlen történeteket ad elő magáról, hetvenkedő, csábító. A cselekmény során baja esik, átverik, megleckéztetik, végül a lányt nem kapja meg.
  - Dottore: északi típus (bolognai), általában orvos, néha ügyvéd vagy másféle jogász. Mesterkélt beszédmód, szónokiasság, latin szavak túlzott mértékű használata, tudálékosság, kéjsóvárság jellemzi.
  - Pantalone: szintén idősebb szereplő, északi (velencei), zsugori kereskedő. Nagyon öreg, beteg, folyton panaszkodik, sántít, tüdőbaja van. Ugyanekkor beképzelt, öntelt szoknyavadász, ám őt is az orránál fogva vezetik.
  - Tartaglia: előző kettőt helyettesítheti, dadogó hivatalnok.

- Sorsűzött szerelmespár

- - A lány (Vittoria, Lidia, Izabella). Szép, érzelmes, könnyelmű asszony vagy fiatal lány, hűséges, de lehet szószegő is.
  - A fiú (Flavio, Ledio, Aurelio). Hősszerelmes, modoros és nevetséges alak, toscanai tájszólás jellemzi.

- Szolgák (zanni-szerepek)

- - Brighella: eredetileg eszes, északi paraszt. Később változott a karaktere, mindenre kapható, agyafúrt fickó lett, ötletekben gazdag, találékony intrikus, aki bonyolítja a cselekmény fonalát.
  - Arlecchino: szintén északi, ám kevésbé eszes, inkább naiv, gyámoltalan, vidám, leleményes parasztlegény.
  - Pulcinella: púpos, bűnös hajlamú, illetlen déli figura. Félmaszkot hord.
  - Colombina (vagy Fantesca): szolgálólány, északi és déli is lehet. Kedves, okos, ravasz. A szerelmesek segítője.
  - Pedrolino: nápolyi, ostoba szolga (idővel melankolikussá válik, és szomorúságában mintha értelmesebb lenne). Sajátosan bohócszerű figura, ő a bátortalan, reménytelen szerelmes, akin segíteni kell (franciául Pierrot).